# Tanichthys
Pour le poisson-cardinal de Banggai, voir Apogon de Kaudern.
Pour les articles homonymes, voir Poisson cardinal.
Genre
Le genre Tanichthys ou parfois poisson cardinal fait partie de la famille des Cyprinidae et de l'ordre des Cypriniformes. L'espèce est originaire de Chine et considéré comme menacé dans la nature (proposé à l'interdiction de commerce par la CITES en juin 2007).

## Liste des espèces
Selon FishBase (27 mai 2015):
- Tanichthys albonubes Lin, 1932 - ou Néon du pauvre
- Tanichthys micagemmae Freyhof & Herder, 2001
- Tanichthys thacbaensis Nguyen & Ngo, 2001

## Référence
- Lin, 1932 : New cyprinid fishes from White Cloud Mountain, Canton. Lingnan Science Journal, Canton 11-3 pp 379-383.